# Godelleta
Godelleta település Spanyolországban, Valencia tartományban. Godelleta Alborache, Buñol, Chiva, Turís és Torrent községekkel határos. Lakosainak száma 4182 fő (2024).

## Népesség
A település népessége az utóbbi években az alábbiak szerint változott:
| Lakosok száma | 2247 | 2597 | 3038 | 3329 | 3371 | 3408 | 3391 | 3533 | 3942 | 4182 |
|               | 2001 | 2004 | 2007 | 2009 | 2012 | 2014 | 2017 | 2019 | 2022 | 2024 |